# Martin Boucar Tine
Martin Boucar Tine SSS (* 16. September 1966 in Koudiadiène, Senegal) ist ein senegalesischer Ordensgeistlicher und römisch-katholischer Bischof der Diözese Kaolack.

## Leben
Martin Boucar Tine besuchte das Kleine Seminar in Ngasobil. Anschließend trat er der Ordensgemeinschaft der Eucharistiner bei und begann die ordensinterne Ausbildung am Collège Saint Gabriel in Thiès und am Collège Sacré-Cœur in Dakar. In dieser Zeit studierte Tine Philosophie am Centre Saint Augustin. Danach absolvierte er das Noviziat in Lonzo in der Demokratischen Republik Kongo und studierte Katholische Theologie am Theologat Saint Eugène de Mazenod in Kinshasa. Am 6. Oktober 1995 legte Martin Boucar Tine in Koudiadiène die ewige Profess ab und am 6. Juli 1996 empfing er das Sakrament der Priesterweihe.
Von 1996 bis 1999 war Martin Boucar Tine Pfarrvikar in der Pfarrei Saint-Pierre des Baobabs und ab 1997 zudem Verantwortlicher für das Foyer Eymard. 2001 erwarb er an der Faculté Catholique in Kinshasa das Lizenziat im Fach Dogmatik. Im Anschluss war Tine Direktor des Scholastikats Emmaus in Kinshasa, bevor er 2006 Provinzial der Eucharistiner im Senegal wurde. Zusätzlich war er ab 2008 Präsident der Konferenz der Ordensoberen im Senegal und ab 2010 Pfarrvikar in der Pfarrei Saint Joseph de Médina. 2011 wurde Martin Boucar Tine Generalrat der Eucharistiner in Rom und Verantwortlicher der Kommission für die Ausbildung der Eucharistiner in Afrika. Seit 2017 war er schließlich erster Generalrat und Generalvikar seines Ordens.
Am 25. Juli 2018 ernannte ihn Papst Franziskus zum Bischof von Kaolack. Der Apostolische Nuntius im Senegal, Erzbischof Michael Wallace Banach, spendete ihm am 24. November desselben Jahres die Bischofsweihe; Mitkonsekratoren waren der Erzbischof von Dakar, Benjamin Ndiaye, und der emeritierte Erzbischof von Dakar, Théodore-Adrien Kardinal Sarr. Die Amtseinführung erfolgte einen Tag später.